# Polonia es lo más importante
Polonia es lo más importante (en polaco: Polska jest Najważniejsza, abreviado PjN) fue un partido político conservador moderado de Polonia. Surgió como escisión de Ley y Justicia. Durante su existencia contó con 17 miembros en el Sejm y 3 miembros en el Parlamento Europeo.

## Historia
El 16 de noviembre de 2010, los parlamentarios Joanna Kluzik-Rostkowska, Elzbieta Jakubiak y Pawel Poncyljusz, conjuntamente con los miembros del Parlamento Europeo Adam Bielan y Michał Kamiński, se escindieron del partido Ley y Justicia y formaron esta nueva agrupación política. Varios de ellos ya habían sido expulsados de Ley y Justicia poco antes.
Kamiński declaró que el partido Ley y Justicia había sido copado por extremistas de derecha. El partido escindido se formó ante la insatisfacción con el liderazgo y dirección de Kaczyński.
El partido adoptó como nombre la consigna originalmente utilizada por Jarosław Kaczyński en su candidatura a las elecciones presidenciales de 2010, en las que Joanna Kluzik-Rostkowska fue su jefa de campaña.

## Representantes electos

### Miembros del Sejm
- Lena Dąbkowska-Cichocka
- Tomasz Dudziński
- Adam Gawęda
- Kazimierz Hajda
- Elżbieta Jakubiak
- Lucjan Karasiewicz
- Wiesław Kilian
- Joanna Kluzik-Rostkowska
- Jan Filip Libicki
- Wojciech Mojzesowicz
- Jan Ołdakowski
- Zbysław Owczarski
- Jacek Pilch
- Paweł Poncyljusz
- Andrzej Sośnierz
- Jacek Tomczak
- Andrzej Walkowiak

### Miembros del Parlamento Europeo
- Michał Kamiński
- Paweł Kowal
- Marek Migalski